# Johannes Bach
Johannes Bach oder Hans Bach (* um 1550 oder um 1580 in Wechmar; † 1626 ebenda) war ein Sohn des Veit Bach, des Begründers der Bachschen Musikerfamilie. Johannes machte eine Stadtpfeiferlehre in Gotha und blieb hier noch einige Zeit als Stadtpfeifer, bevor er nach Wechmar zurückkehrte. Er starb während des Dreißigjährigen Krieges an der Pest. Johannes Bach hatte drei Söhne, Johann Bach, Christoph Bach (Johann Sebastian Bachs Großvater) und Heinrich Bach.
Johann Sebastian Bach schrieb über seinen Urgroßvater in seiner 1735 geschriebenen Familienchronik:

„Johannes Bach, des vorigen Sohn, hat anfänglich die Becker profession ergriffen. Weilen er aber eine sonderliche Zuneigung zur Music gehabt so hat ihn der StadtPfeiffer in Gotha zu sich in die Lehre genommen. Zu der Zeit hat das alte Schlos Grimmenstein noch gestanden, und hat sein Lehrherr damaligem Gebrauch nach, auf dem Schloss Thurme gewohnet. Bey welchem er auch nach ausgestandenen Lehrjahren noch einige Zeit in condition gewesen; nach Zerstöhrung des Schloßes aber, (so Anno 15.. geschehen) und da auch mittelst der Zeit sein Vater Veit gestorben, hat er sich nach Wechmar gesetzt allda Jfr. Anna Schmiedin, eines Gastwirths Tochter aus Wechmar, geheirathet und des Vaters Güter in Besitz genommen. Seit seinem Hierseyn ist er öfters nach Gotha, Arnstadt, Erffurth, Eisenach, Schmalkalden, und Suhl, um denen dasigen StadtMusicis zu helfen, verschrieben worden. Starb 1626 in damahlig grassirender contagion Zeit. Sein Weib aber lebte noch nach deßen Tode 9 Jahre als Wittib, und starb 1635.“

Johannes Bachs Gothaer Lehrmeister, der im Zitat aus der Familienchronik nicht namentlich genannt wird, sei laut Geiringer der damalige Gothaer Stadtpfeifer Caspar Bach gewesen, ein Verwandter (vermutlich ein Onkel oder Bruder). Ob Johannes Bach wirklich einmal auf der Burg Grimmenstein gewohnt habe, sei dagegen fraglich, da diese bereits 1567 endgültig geschleift wurde. Die Angabe, dass Johannes Bach erst nach dem Tod seines Vaters Veit Bach in Wechmar Anna Schmied geheiratet haben soll, bezweifelt Geiringer ebenfalls, da Veit Bach erst 1619 gestorben ist, Johannes Bachs ältester Sohn Johann Bach jedoch bereits 1604 geboren wurde. Vermutlich sei Johannes Bach bereits längere Zeit vor dem Tod seines Vaters Veit nach Wechmar zurückgekehrt.
Andererseits würden sich diese chronologischen Unstimmigkeiten nach der Theorie von Christoph Wolff auflösen, der zufolge Johannes Bach und auch sein Vater Veit jeweils etwa eine Generation früher geboren sind als bisher angenommen. Johannes Bach wäre dann um 1550 geboren worden und könnte daher sehr wohl noch auf der Burg Grimmenstein gelebt haben. Sein dortiger Lehrmeister sei aber kein Bach-Namensträger, sondern Matz Zisecke gewesen. Auch nimmt Wolff an, dass Veit Bach bereits vor 1577/78 gestorben sei, so dass Johannes Bach durchaus erst nach dem Tod seines Vaters nach Wechmar gegangen sein könnte. So werde Johannes Bach 1577 als Hausbesitzer in Wechmar erwähnt, also habe er zu diesem Zeitpunkt bereits die Güter seines Vaters in Besitz genommen. Jedoch hätte er nach dieser Theorie erst in verhältnismäßig hohem Alter eine Familie gegründet, da er dann bei der Geburt seines ältesten Sohnes 1604 bereits um die 50 gewesen wäre.
Im Sterberegister von Wechmar erscheint Johannes Bach 1626 als „Hanss Bach ein Spielmann“. Aus der Leichenpredigt seines Sohnes Heinrich Bach (1615–1692), gehalten 1692 von J. G. Olearius, geht hervor, dass Johannes Bach sich auch als Teppichweber betätigte.